# Заброцкий, Людвик
Людвик Заброцкий (пол. Ludwik Zabrocki; 24 ноября 1907, Черск — 8 октября 1977, Познань) — польский учёный-лингвист. Доктор наук (1945). Действительный член Польской академии наук. Специалист в области германистики и индоевропеистики.

## Биография
В 1927 г. поступил на гуманитарный факультет университета в Познани.
В 1930—1936 работал ассистентом на кафедре индоевропейской лингвистики университета. В 1935 — преподаватель польского языка в Collegium Marianum в Познани, в 1936 -переехал Гдыню, где работал местном лицее, a с 1937 — в государственной морской школе в Гдыне, где кроме польского читал лекции по истории мореплавания.
В годы второй мировой войны скрывался в Черске.
В 1945 г. Вернулся в познанский университет. В 1951—1953 — преподаватель Торуньского университета.
С 1953 г. — профессор познанского университета им. А. Мицкевича. С 1971 — член-корреспондент, а 1976 — действительный член Польской академии наук.
Был главный редактором научных изданий «Lingua Posnaniensis», «Biuletyn Fonograficzny», «Glottodydactica», а также членом редакций многих зарубежных изданий, в том числе, «Phonetica», «Modern Language Abstracts» (США), «Zeitschrift für Phonetik, allgemeine Sprachwissenschaft und Kommunikationsforschung» (ГДР).
Занимался также методикой преподавания и изучения иностранных языков.

## Научная деятельность
Автор около 150 научных работ, в том числе монографий. Особое внимание уделял исследованию старогерманского языка и литературы.

### Избранные труды
- Gwara Borów Tucholskich (1934),
- Indicativus czasu teraźniejszego i przeszłego w dialekcie staropruskim Sambii
- Wspólnoty komunikatywne w genezie i rozwoju ję¬zyka niemieckiego, т. I: Prehistoria języka niemieckiego (1963),
- Językoznawcze podstawy metodyki nauczania języków obcych (1966),
- Grundfragen des Deutschunterrichts in fremdsprachlicher Umgebung (1976) czy Kybernetische Modelle der sprachlichen Kommunikation (1975)
- U podstaw struktury i rozwoju języka (1980).

## Педагогическая деятельность
За время работы в познанском университете создал научную школу и воспитал плеяду научных кадров Польши и ГДР, среди которых 30 докторов наук (в том числе 3 — в ГДР).

## Награды
За годы научной деятельности неоднократно награждался, в том числе, трижды лауреат Премии Министерства науки, высшего образования и техники (первой степени, 1963, 1969, 1976).
Награждён Золотым Крестом заслуги и офицерским Крестом ордена Возрождения Польши (1962), медалями «10-летие Народной Польши», «30-летие Народной Польши» и золотым Знаком Заслуженного работника моря (1969), посмертно ему присвоено звание Заслуженного учителя ПНР.
За заслуги в области германистики и изучения немецкого языка в Польше Институтом им. Гёте в Мюнхене в 1974 г. награждён Золотой медалью, а в 1975 году городской совет Мангейма присудил профессору Гран-при им. Конрада Дудена.

## Память
- Польское неофилологическое общество учредило почётную награду — медаль имени профессора Людвика Заброцкого.
- Именем учёного Л. Заброцкого в 1997 г. названа одна из аудиторий познанского университета им. А. Мицкевича.